# 末広 (一宮市)
末広（すえひろ）は、愛知県一宮市の地名。

## 地理

### 交通
- 国道155号
- 愛知県道145号冨田一宮線

### 施設
- 低見公園
- 一宮生協
- 一宮市立末広小学校
- 末広保育園
- 公営苅安賀住宅
- 一宮市大和公民館
- 堀田公園

- 一宮市立末広小学校

## 歴史

### 地名の由来
末広がりの縁起よい土地となるように願って命名されたという。

### 沿革
- 1970年（昭和45年） - 一宮市日比野通・井筋町・野口町・大和町毛受・大和町宮地花池・大和町苅安賀の各一部により、同市末広が成立[1]。

### 人口の変遷
国勢調査による人口および世帯数の推移。
| 1995年（平成7年）  | 743世帯 2140人  |  |
| 2000年（平成12年） | 824世帯 2210人  |  |
| 2005年（平成17年） | 943世帯 2524人  |  |
| 2010年（平成22年） | 995世帯 2639人  |  |
| 2015年（平成27年） | 1116世帯 2859人 |  |
| 2020年（令和2年）  | 1187世帯 2819人 |  |

### WEB
1. 1 2  総務省統計局 (2022年2月10日). “令和2年国勢調査の調査結果(e-Stat) - 男女別人口，外国人人口及び世帯数－町丁・字等” (CSV). 2023年8月2日閲覧。
2. ↑  “愛知県一宮市の町丁・字一覧”.   人口統計ラボ. 2024年4月20日閲覧。
3. ↑  “読み仮名データの促音・拗音を小書きで表記するもの(zip形式) 愛知県” (zip).   日本郵便 (2024年2月29日). 2024年3月26日閲覧。
4. ↑  “市外局番の一覧” (PDF).   総務省 (2022年3月1日). 2022年3月22日閲覧。
5. ↑  “ナンバープレートについて”.   一般社団法人愛知県自動車会議所. 2024年1月21日閲覧。
6. ↑  総務省統計局 (2014年3月28日). “平成7年国勢調査の調査結果(e-Stat) - 男女別人口及び世帯数 －町丁・字等” (CSV). 2021年7月20日閲覧。
7. ↑  総務省統計局 (2014年5月30日). “平成12年国勢調査の調査結果(e-Stat) - 男女別人口及び世帯数 －町丁・字等” (CSV). 2021年7月20日閲覧。
8. ↑  総務省統計局 (2014年6月27日). “平成17年国勢調査の調査結果(e-Stat) - 男女別人口及び世帯数 －町丁・字等” (CSV). 2021年7月21日閲覧。
9. ↑  総務省統計局 (2012年1月20日). “平成22年国勢調査の調査結果(e-Stat) - 男女別人口及び世帯数 －町丁・字等” (CSV). 2021年7月21日閲覧。
10. ↑  総務省統計局 (2017年1月27日). “平成27年国勢調査の調査結果(e-Stat) - 男女別人口及び世帯数 －町丁・字等” (CSV). 2021年7月21日閲覧。

### 書籍
1. 1 2  「角川日本地名大辞典」編纂委員会 1989, p. 721.